# Christer Petersson
Bengt Christer Petersson, född 19 februari 1943 i Sankt Görans församling, Stockholm, död 1 februari 2018, var en svensk journalist, verksam inom radio, TV och press. Han var också författare till flera böcker och var under en kortare tid bankdirektör.
Christer Petersson är son till avdelningschefen Alvar Petersson och Nancy, ogift Andersson. Efter examen från ett journalistinstitut 1965 och universitetsstudier var han med och startade Veckans Affärer 1965 där han arbetade kvar till 1969. Han kom sedan till Sveriges radio där han var ekonomisk reporter på Ekoredaktionen 1969–1970, varefter han gick över till TV där han var nyhetsredaktör 1970–1971 och arbetade för Rapport 1971–1975. Han återvände till radion och var korrespondent i London 1975–1978.
1979 utbröts Sveriges Television ur Sveriges radio och Christer Pettersson kom att arbeta med TV-programmen Folkets affärer och Magasinet ekonomi 1979–1982, han var projektledare för Magasinet 1982–1983 samt programledare och reporter för nämnda program 1983–1984. Han bytte bransch och var bankdirektör för PKbanken 1984–1985, men återvände till Sveriges Television som ekonomisk kommentator för TV 2 1986 och fortsatte som inrikeschef för Rapport 1987. Han var sedan chefredaktör för Veckans affärer 1989–1992 innan han 1992 började frilansa helt.
Han skrev också flera böcker; han gav ut Sverige inför EEC (tillsammans med andra 1970), Det hemska 80-talet (tillsammans med Håkan Hedberg 1980), Refaat och spelet kring Fermenta (1987) och Pehr G Gyllenhammar: Även med känsla (1991).
Han var sedan 1965 gift med banktjänstemannen Barbro Arpö (född 1944), dotter till ingenjören Ingemar Arpö och Anna-Lisa, ogift Nilsson.